# Aspila errans
Aspila errans là một loài bướm đêm trong họ Noctuidae.